# Château de l'Estang
Pour les articles homonymes, voir Estang (homonymie).
Le château de l'Estang (ou château de l'Étang) est un édifice de style Louis XII, situé sur la commune d'Orbigny, dans le département d'Indre-et-Loire, en France.

## Localisation
Le château de l'Estang est situé à environ 1,8 km au sud-est du chef-lieu communal d'Orbigny, non loin de la D 81. Il est construit à la pointe d'un promontoire dominant le confluent de deux petits ruisseaux dont l'un alimente une grande pièce d'eau.

## Historique
L'orthographe du nom du domaine semble avoir varié au cours des âges. S'il est mentionné sous le nom de « l'Étang » sur la carte de Cassini et dans le cadastre napoléonien, si la dénomination « les Étangs » apparaît en 1880, c'est l'orthographe « l'Estang » qui est retenue dans un ouvrage du XVIIe siècle ainsi que sur la carte IGN. C'est la grande pièce d'eau qui donne son nom au château.
Le château de l'Estang, ancien fief de la châtellenie de Montrésor est construit au XVe siècle mais il est très largement remanié un siècle plus tard.
Après avoir été assailli par les Anglais pendant la Guerre de Cent Ans, le château manque d'être pris d'assaut par les habitants de Loches qui manquent de grain et croient en trouver à l'Estang. Il est ensuite investi en 1590 par une bande de pillards se prétendant Ligueurs. De là, ils rançonnent les propriétés avoisinantes. Ils sont délogés par le corps d'armée basé à Loches.
En 1678, le domaine est rachetés par Noël Pellegrain du Cluzeau, conseiller royal en la cour des monnaies. Il reste dans la famille Pellegrain de Lestang durant quatre générations. Louis Pellegrain de Lestang représente la noblesse tourangelle aux États généraux de Tours, avant d'émigrer sous la Révolution. Son épouse, Adélaïde de Vigny, restera à L'Estang. Il passe par héritage aux Villain puis Jahan de Lestang au XIXe siècle.
Le château de l'Estang est restauré à plusieurs reprises, notamment au XVIIIe siècle, puis de 1890 à 1964 sur des plans de l'architecte des bâtiments historiques Achille Lafargue. Une cheminée provenant du château de l'Isle Savary à Clion dans l'Indre y est installée en 1959.

## Description

Blason de la famille de Noroy.

Le château du XXIe siècle conserve de la forteresse du XVe siècle une tour cylindrique équipée de mâchicoulis et d'un chemin de ronde. Le corps de bâtiment principal est complété de deux ailes en retour d'angle dont l'une, au sud-ouest, est très remaniée au XVIIIe siècle — elle comporte une tourelle d'escalier polygonale — tandis que l'autre, au nord-est, se termine par une chapelle.
Une galerie d'honneur ouverte sur la cour intérieure occupe le rez-de-chaussée du bâtiment principal. Certains des chapiteaux surmontant les colonnes des arcades sont décorées aux armes de la famille de Noroy (Norroy ou Nouroy) à laquelle le château appartenait au XVIe siècle, et qui se blasonnent ainsi : d'argent à la fasce de gueules, sommée d'un lion issant, de sable. L'architecture et la décoration de cet ensemble évoquent la galerie Charles d'Orléans au château de Blois. Plusieurs baies du même bâtiment principal ont conservé leur meneaux et sont toujours surmontées de gables. 
Une fuie circulaire au toit conique surmonté d'un lanternon se dresse dans le parc.